# NGC 5216A
NGC 5216A је спирална галаксија у сазвежђу Велики медвед која се налази на NGC листи објеката дубоког неба.
Деклинација објекта је + 61° 59' 35" а ректасцензија 13h 34m 41,5s. Привидна величина (магнитуда) објекта NGC 5216 износи 13,3 а фотографска магнитуда 14,1. NGC 5216A је још познат и под ознакама UGC 8571, MCG 10-19-95, CGCG 294-49, IRAS 13329+6215, PGC 47854.